# Каскада „Рила“
Каскада „Рила“ е водноелектрическа каскада в западна България, в западната част на планината Рила, състояща се от серия язовири, водноелектрически централи (ВЕЦ) и други хидро- и електросъоръжения. Хидротехническите съоръжения от каскадата са собственост на Националната електрическа компания, а електротехническите – на Българско акционерно дружество „Гранитоид“.
Каскадата е първият голям хидроенергиен проект в България, като изграждането ѝ започва през 1924 година. Със сравнително малка водосборна област тя има много голям общ геодезичен пад – 2235,5 m – и включва най-високо разположените язовири в страната.

## Язовирна система
Каскада „Рила“ се захранва с води от система от 3 свързани язовира във високите части на Северозападна Рила.
„Малък Калин“ е най-малкият от трите язовира, както и най-високият изкуствен водоем в България. Построен е между 1940 и 1949 година и има завирен обем 20 хиляди кубични метра и залята площ 2 ha. Язовирната стена е бетонна гравитачна с височина 4,8 метра и дължина по короната 54,9 метра. Язовирът се използва като сезонен изравнител, но размерът му е недостатъчен за изравняването на водите от естествения му водосбор. Събраните води се подават към по-ниско разположения язовир „Калин“ по тунел с дължина 597 метра и размери 1,60 × 1,80 m.
Язовир „Калин“ е построен през 1940 – 1947 година. Язовирната му стена е бетонна гравитачна с височина 15 m и дължина по короната 390 m, съставена от няколко прави сегмента, образуващи начупена линия. Езерото е със завирен обем 1,02 млн. m³ и залята площ 35 ha. Събира води от естествения си водосбор, както и подавани от язовир „Малък Калин“ и от водохващане на река Дебращица по дългия 2,4 km събирателен канал „Калин“. Чрез вертикална шахта – стоманена тръба с диаметър 600 mm – водите от язовира се подават към напорна камера, от която могат да се насочват в две посоки – по напорен тунел с дължина 1810 m към малко по-ниско разположения язовир „Карагьол“ или по напорната деривация на ПАВЕЦ „Калин“, по която се подават и води, идващи от язовир „Карагьол“.
Язовир „Карагьол“ е построен е през 1949 – 1953 година и има бетонна гравитачна язовирна стена с височина 19,5 m и дължина по короната 186 m. Езерото е със завирен обем 2,2 млн. m³ и залята площ 10 ha. То събира води от естествения си водосбор, както и подавани от двата други язовира в системата, както и води, изпомпвани от долния изравнител на ПАВЕЦ „Калин“. Първоначалното язовирът е предназначен изцяло за производство на електроенергия, но в началото на XXI век води от него се подават и за водоснабдяване на Дупница.

## Деривации и електроцентрали
Под язовирната система са разположени четири последователни водноелектрически централи с три малки изравнителя и няколко събирателни съоръжения, прехвърлящи към тях допълнителни водни количества.
ПАВЕЦ „Калин“, пусната в експлоатация през 1947 година, е първата помпено-акумулираща водноелектрическа централа в България. Оборудвана е с една турбина тип „Пелтон“ с мощност 4,5 MW и отделна центробежна помпа с мощност 5,6 MW. Водите за централата се подават от напорен тунел, свързващ язовирите „Калин“ и „Карагьол“ с водна кула, от която се спуска подземен напорен тръбопровод с дължина 1600 m и диаметър 500 mm при геодезически пад 840 m.
Обработените от централата води се вливат в изравнителя „Каменица“ с обем 35 хиляди m³. В него се влива събирателният канал „Дебращица“, който има дължина 3,7 km и довежда води от водохващане на река Ахматица, а чрез водната кула на ВЕЦ „Каменица“ – и събирателният канал „Джамбео“ с дължина 5,3 km от водохващане на река Елешница. ПАВЕЦ „Калин“ може да изпомпва водите от изравнителя към язовир „Карагьол“. От водната кула те се подават към ВЕЦ „Каменица“ по подземен напорен тръбопровод с дължина 2017 m.
ВЕЦ „Каменица“ има една турбина тип „Пелтон“ с мощност 3,6 MW, работеща при геодезичен пад от 820 m. Обработените води се вливат в съседния изравнител „Пастра“ с обем 42 хиляди m³, до който по дълъг 5 km тунел се довеждат и води от водохващане на Рилска река, разположено над село Пастра. Оттам те се подават по дълъг 900 m напорен тунел до подземна водна кула, от която по надземен напорен тръбопровод с дължина 307 m стигат до ВЕЦ „Пастра“. Това е най-старата централа от каскадата, построена през 1923 – 1925 година. Тя има два агрегата тип „Пелтон“ с обща мощност 5,52 MW при пад 295 m.
Водите от ВЕЦ „Пастра“ се изливат в съседния изравнител „Рила“ с обем 46 хиляди m³, изграден с бент в коритото на Рилска река. Оттам те продължават по напорен канал и поредица от 19 тунела с обща дължина 6 km до подземна водна кула, откъдето се подават по надземен напорен тръбопровод с дължина 293 m към разположения в края на град Рила ВЕЦ „Рила“. Той има 3 агрегата тип „Францис“ – два са пуснати в експлоатация през 1929 година, а третият през 1948 година – с обща мощност 11,2 MW при пад 280 m. Обработените води се заустват направо в Рилска река.